# Lamprocryptidea calcarata
Lamprocryptidea calcarata là một loài tò vò trong họ Ichneumonidae.